# 人间词话
《人间词话》為王国维于1910年所作，是王国维的一部重要文学批评著作。

## 手稿
人間詞話手稿共一百二十七則，分四卷。

### 卷一
卷一為已刊之人間詞話本文，共64篇。
- 手稿1-9則標立王國維自身的為學立論及文學批評基準。
- 手稿10-52則為對於作品的批評，按時為序，以境界說為基準依次批評各詞家之要旨。
- 手稿53-62則論述了文學體例的更迭，以及文人應具備的創作態度，風骨。
- 手稿63-64則則在詞家之外另評述了元曲。

### 卷二
卷二為人間詞話未刊稿，共50篇。

### 卷三
卷三為人間詞話刪稿，共13篇。

### 卷四
卷四為人間詞話附錄，共28篇。已非王國維為編纂本書所撰的文案，而乃摘自散落在各方之評點。

## 王国维美学
大体分为三部分：

### 境界说
王国维阐明他提出的“境界”说：
- 诗词以境界为上。
- 能写真景物、真感情者，谓之有境界。
- 寫實派写境，理想派造境。
- 无我之境静而雅，有我之境宏壮。
- 物境和心境都属于境界。

### 词人的修养
- 词人不失赤子之心。
- 客观的诗人必须多阅世，主观的诗人必须少阅世。
- 成大业必须经的三个境界：
  - 第一境界：（出於外而能觀） 昨夜西风凋碧树，独上高楼，望尽天涯路。（引自晏殊的《蝶恋花》）
  - 第二境界：（入於內而能寫）衣带渐宽终不悔，为伊消得人憔悴。（引自柳永的《蝶恋花》）
  - 第三境界：（內外圓融而悟） 眾裡尋他千百度，驀然回首，那人卻在燈火闌珊處。（引自辛棄疾的《青玉案·元夕》）

### 文学批评
对温庭筠、欧阳修、苏东坡、李後主、辛弃疾等的評價。

## 书目
- 《人间词话》 王国维著 中国人民大学出版社, 2004 ISBN 7300058841